# Piotr Andriejew
Piotr Andriejew (zm. po 1898) – rosyjski wojskowy, pułkownik, prezes Warszawskich Teatrów Rządowych.
W 1895 przybył do Warszawy z Petersburga i został powołany na stanowisko szefa Warszawskich Teatrów Rządowych. Zastąpił zmarłego generała Aleksandra Karandiejewa. Nie interesował się życiem teatralnym, a faktyczne kierownictwo instytucji sprawował w okresie jego prezesury Emil Vacqueret. Z funkcji prezesa został odwołany w styczniu 1898 i powrócił do Petersburga.